# Romain Barnier
Romain Barnier (Marsella, Francia, 10 de marzo de 1976) es un nadador francés retirado especializado en pruebas de estilo libre, donde consiguió ser medallista de bronce mundial en 2003 en los 4 x 100 metros estilo libre.

## Carrera deportiva
En el Campeonato Mundial de Natación de 2003 celebrado en Barcelona ganó la medalla de bronce en los relevos de 4 x 100 metros estilo libre, con un tiempo de 3:15.66 segundos, tras Rusia (oro con 3:14.06 segundos) y Estados Unidos (plata con 3:14.80 segundos).